# Institut national de la santé publique et de l'environnement

Logo

Logo - english variant

L'Institut national de la santé publique et de l'environnement (en néerlandais : Rijksinstituut voor Volksgezondheid en Milieu, RIVM), est un institut de recherche néerlandais fonctionnant comme agence publique du Ministère de la Santé, du Bien-être et des Sports.
Le RIVM vise à promouvoir la santé publique et un environnement sain en effectuant des recherches et la collecte de connaissances à travers le monde. 

## Activités
Le RIVM effectue des missions d'inspection pour les ministères néerlandais de la Santé, de l'Infrastructure et de la Gestion de l'eau (nl) et de l'Économie et du Climat (nl), ainsi que pour de diverses organisations internationales, telles que l'Union européenne, l'Organisation mondiale de la santé et l'Organisation des Nations unies.
Les tâches principales du RIVM sont, :
- le soutien aux politiques ;
- la coordination nationale ;
- les programmes de prévention et d'intervention médicales ;
- la fourniture d'informations au grand public et aux professionnels ;
- le développement des connaissances et de la recherche médicale ;
- le soutien aux inspections.

Depuis 2020, le RIVM reprend officiellement les données du réseau global de capteurs environnementaux Sensor.Community sur son propre portail de données participatif Samen Meten.